# René Blondlot
Prosper-René Blondlot, né et mort à Nancy (3 juillet 1849 - 24 novembre 1930), est un physicien français.

## Biographie
René Blondlot est le fils de Nicolas Blondlot, célèbre médecin et chimiste carpinien.
René Blondlot prépare une thèse de physique expérimentale pour le doctorat ès sciences au laboratoire de recherches physiques de la faculté des sciences de Paris.
Il acquiert une grande réputation dans les années 1890 à 1900 grâce à ses expériences qui ont permis notamment de confirmer les résultats de Heinrich Hertz en 1893 sur la polarisation des champs magnétiques.
Il est surtout connu pour avoir commis l'une des plus grandes erreurs du XXe siècle en physique expérimentale, en annonçant, en 1903, sa découverte des rayons N. Ce rayonnement hypothétique, ainsi nommé en l'honneur de l'Université de Nancy où il professait, était censé être capable d'augmenter la luminosité d'une lumière de faible intensité. En 1904, le physicien Robert Williams Wood révéla, dans la revue scientifique Nature, que le phénomène était purement subjectif et n'avait aucune origine physique : le phénomène avait été « observé » alors qu'il en avait pourtant retiré, clandestinement, le dispositif déclencheur. Malgré l'échec de la reproductibilité de l'expérience scientifique, l'intention de fraude ou de simple erreur n'est pas démontrée. Cette expérimentation a été néanmoins reprise par l'Académie des sciences française à travers la publication d'au moins 53 articles au premier semestre 1904.

## Publications
- Introduction à l'étude de l'électricité statique., Coécrit avec Ernest-Adolphe Bichat. Gauthier-Villars, Paris, 1885. Texte disponible en ligne sur LillOnum.

## Postérité

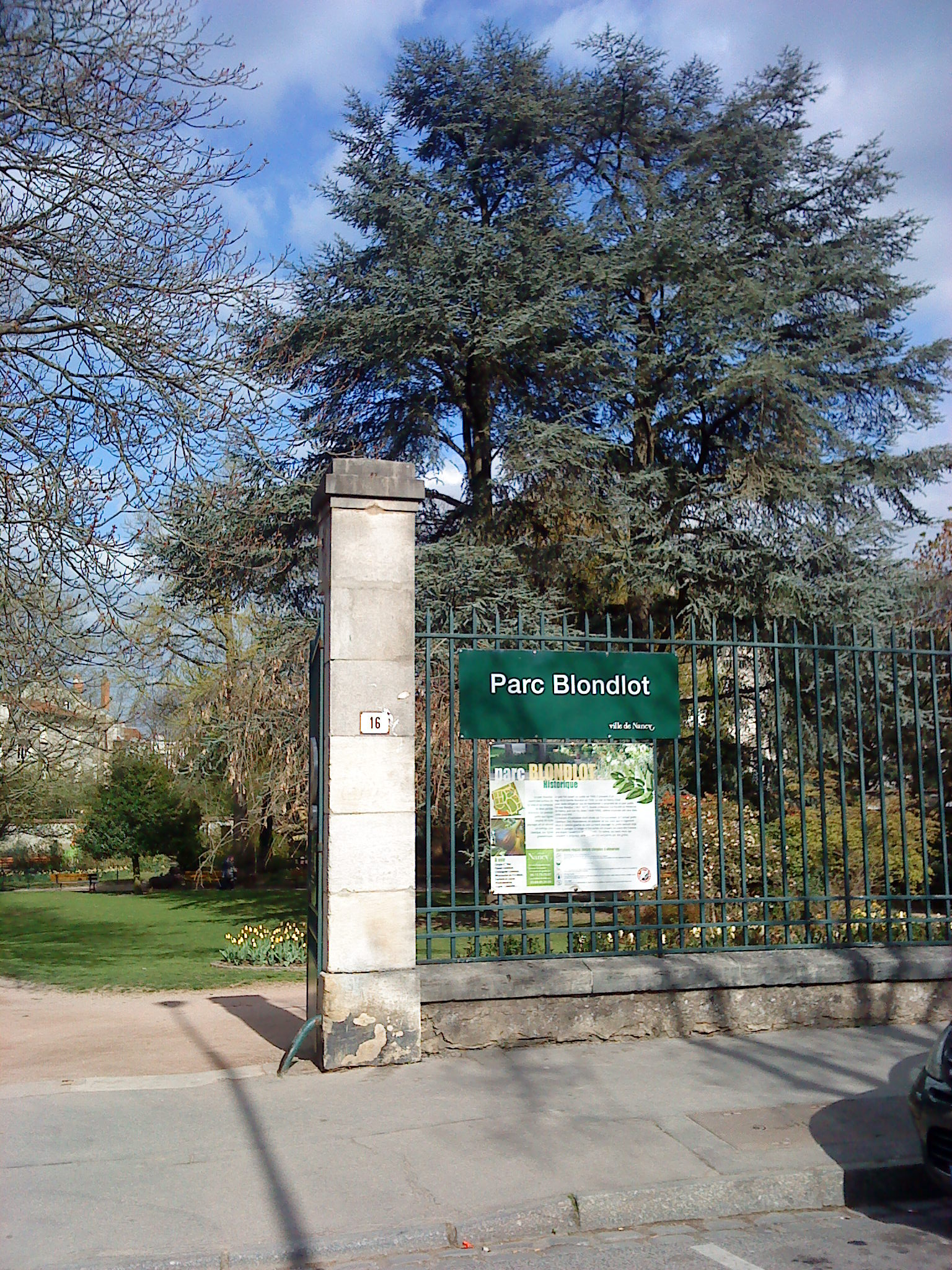
Entrée du parc Blondlot à Nancy.

- Un parc, qu'il a légué à la ville de Nancy, porte son nom.
- Une rue à Nancy honore à la fois Nicolas et René Blondlot.